# Halichoeres

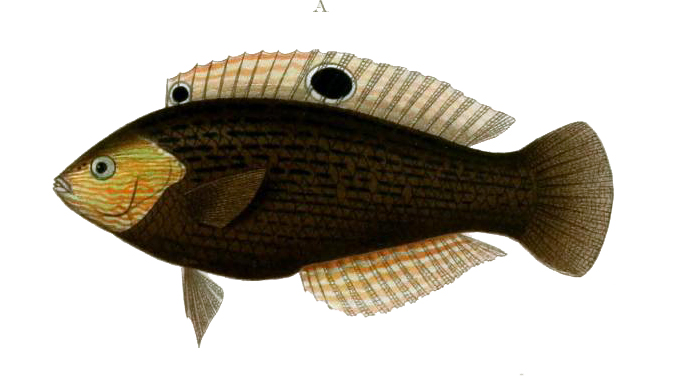
Halichoeres marginatus

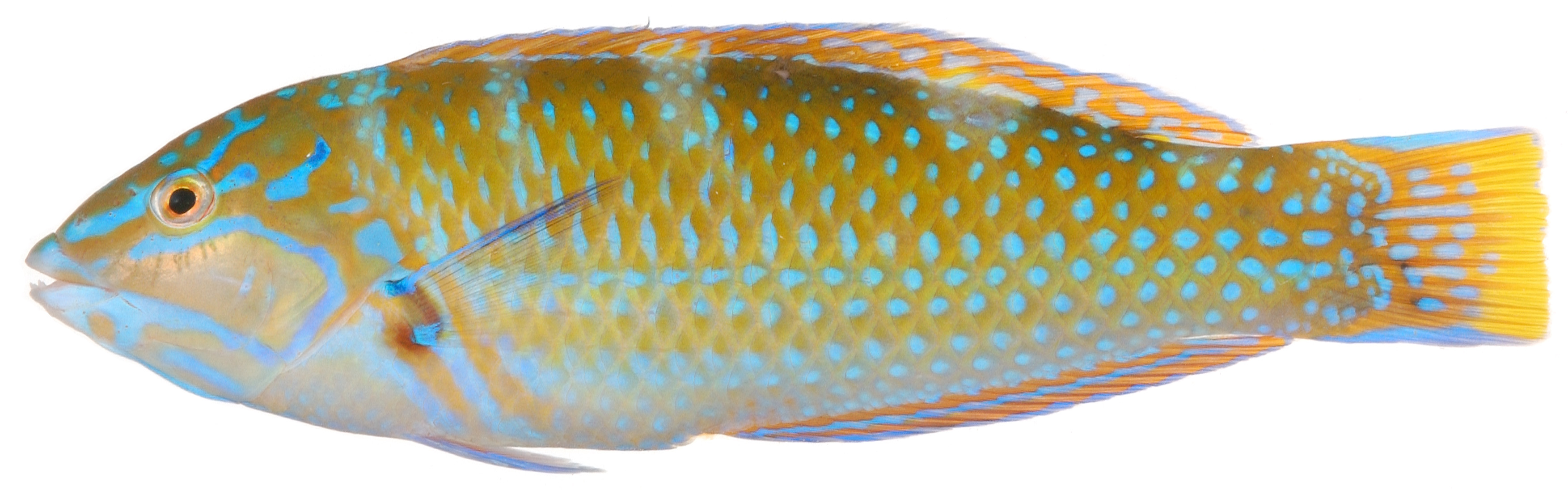
Halichoeres radiatus

Halichoeres Rüppell, 1835 é um género de peixes perciformes da família Labridae.

## Espécies

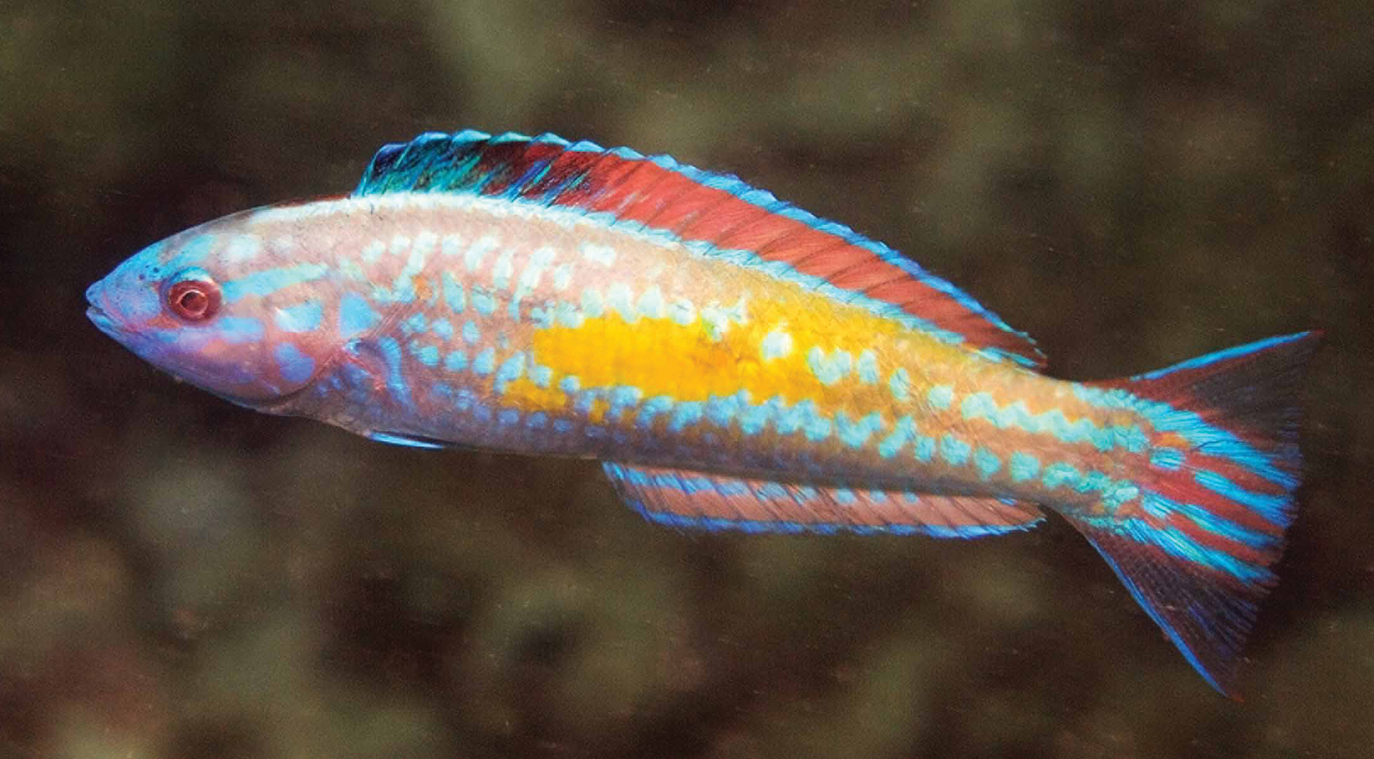
Halichoeres burekae

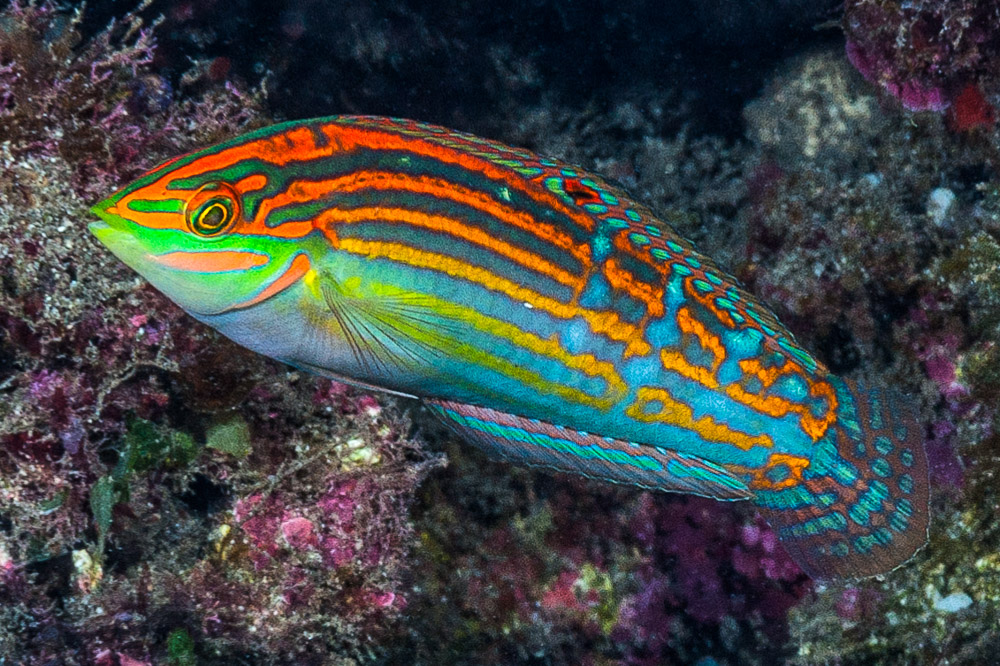
Halichoeres cosmetus

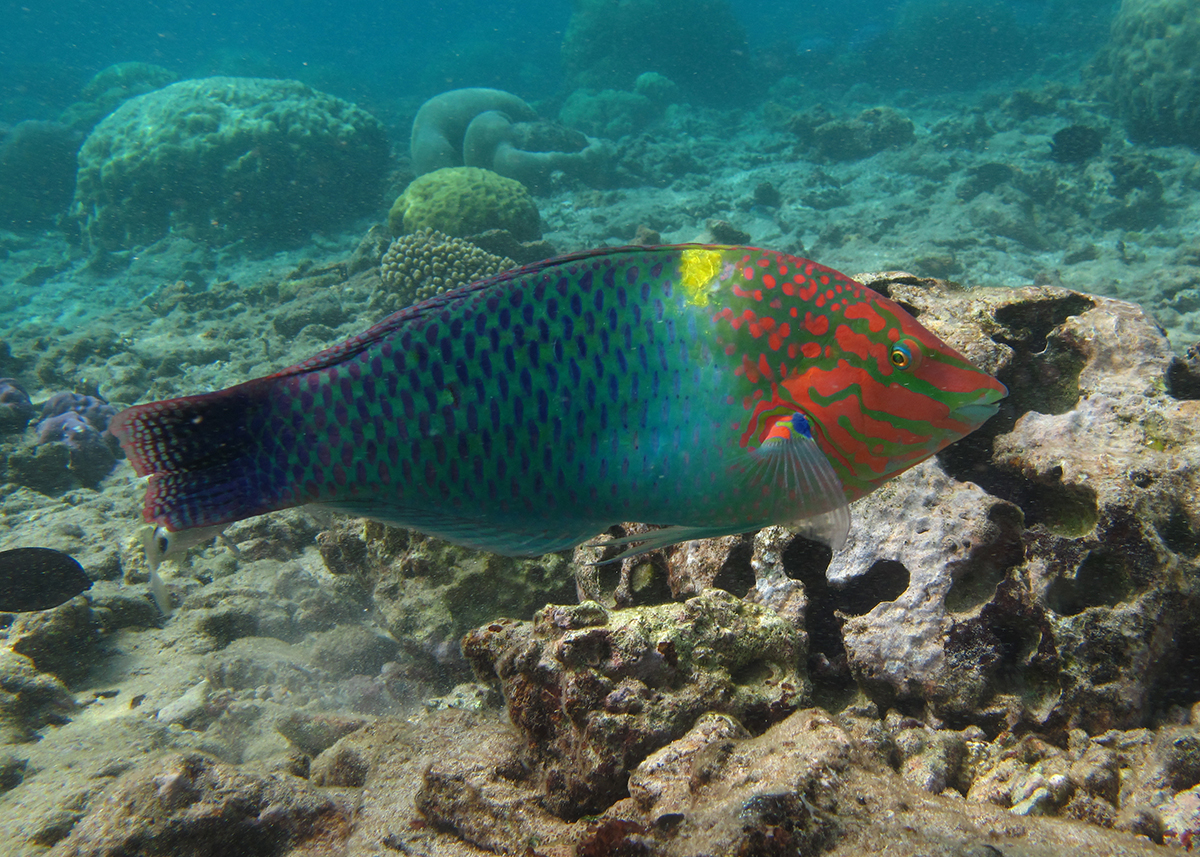
Checkerboard wrasse

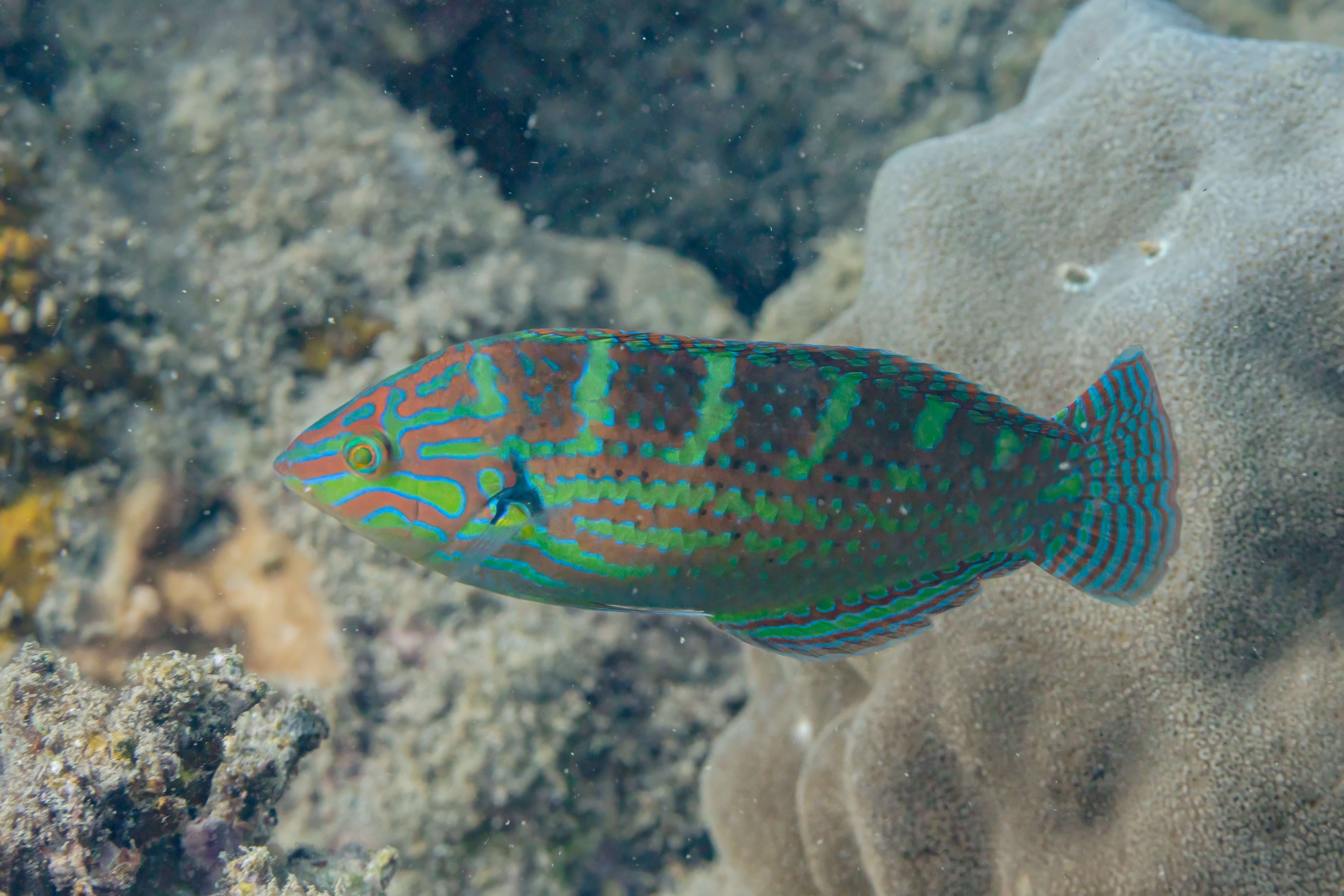
Halichoeres margaritaceus

Atualmente existem 80 espécies reconhecidas neste gênero:
- Halichoeres adustus (C. H. Gilbert, 1890)
- Halichoeres aestuaricola W. A. Bussing, 1972
- Halichoeres argus (Bloch & J. G. Schneider, 1801)
- Halichoeres bathyphilus (Beebe & Tee-Van, 1932)
- Halichoeres bicolor (Bloch & J. G. Schneider, 1801)
- Halichoeres binotopsis (Bleeker, 1849)
- Halichoeres biocellatus L. P. Schultz, 1960
- Halichoeres bivittatus (Bloch, 1791)
- Halichoeres bleekeri (Steindachner & Döderlein (de), 1887)
- Halichoeres brasiliensis (Bloch, 1791)
- Halichoeres brownfieldi (Whitley, 1945)
- Halichoeres burekae Weaver & L. A. Rocha, 2007
- Halichoeres caudalis (Poey, 1860)
- Halichoeres chierchiae di Caporiacco, 1948
- Halichoeres chlorocephalus Kuiter & J. E. Randall, 1995
- Halichoeres chloropterus (Bloch, 1791)
- Halichoeres chrysotaenia (Bleeker, 1853)
- Halichoeres chrysus J. E. Randall, 1981
- Halichoeres claudia J. E. Randall & L. A. Rocha, 2009
- Halichoeres cosmetus J. E. Randall & M. M. Smith, 1982
- Halichoeres cyanocephalus (Bloch, 1791)
- Halichoeres dimidiatus (Agassiz, 1831)
- Halichoeres discolor W. A. Bussing, 1983
- Halichoeres dispilus (Günther, 1864)
- Halichoeres erdmanni J. E. Randall & G. R. Allen, 2010[3]
- Halichoeres garnoti (Valenciennes, 1839)
- Halichoeres gurrobyi Victor, 2016[4]
- Halichoeres hartzfeldii (Bleeker, 1852)
- Halichoeres hilomeni J. E. Randall & G. R. Allen, 2010[3]
- Halichoeres hortulanus (Lacépède, 1801)
- Halichoeres insularis G. R. Allen & D. R. Robertson, 1992
- Halichoeres iridis J. E. Randall & M. M. Smith, 1982
- Halichoeres kallochroma (Bleeker, 1853)
- Halichoeres lapillus J. L. B. Smith, 1947
- Halichoeres leptotaenia J. E. Randall & Earle, 1994
- Halichoeres leucoxanthus J. E. Randall & M. M. Smith, 1982
- Halichoeres leucurus (Walbaum, 1792)
- Halichoeres maculipinna (J. P. Müller & Troschel, 1848)
- Halichoeres malpelo G. R. Allen & D. R. Robertson, 1992
- Halichoeres margaritaceus (Valenciennes, 1839)
- Halichoeres marginatus Rüppell, 1835
- Halichoeres melanochir Fowler & B. A. Bean, 1928
- Halichoeres melanotis (C. H. Gilbert, 1890)
- Halichoeres melanurus (Bleeker, 1851)
- Halichoeres melas J. E. Randall & Earle, 1994
- Halichoeres melasmapomus J. E. Randall, 1981
- Halichoeres miniatus (Valenciennes, 1839)
- Halichoeres nebulosus (Valenciennes, 1839)
- Halichoeres nicholsi (D. S. Jordan & C. H. Gilbert, 1882)
- Halichoeres nigrescens (Bloch & J. G. Schneider, 1801)
- Halichoeres notospilus (Günther, 1864)
- Halichoeres orientalis J. E. Randall, 1999
- Halichoeres ornatissimus (A. Garrett, 1863)
- Halichoeres pallidus Kuiter & J. E. Randall, 1995
- Halichoeres papilionaceus (Valenciennes, 1839)
- Halichoeres pardaleocephalus (Bleeker, 1849)
- Halichoeres pelicieri J. E. Randall & M. M. Smith, 1982
- Halichoeres penrosei Starks, 1913
- Halichoeres pictus (Poey, 1860)
- Halichoeres podostigma (Bleeker, 1854)
- Halichoeres poeyi (Steindachner, 1867)
- Halichoeres prosopeion (Bleeker, 1853)
- Halichoeres radiatus (Linnaeus, 1758)
- Halichoeres richmondi Fowler & B. A. Bean, 1928
- Halichoeres rubricephalus Kuiter & J. E. Randall, 1995
- Halichoeres rubrovirens L. A. Rocha, Pinheiro & Gasparini, 2010[5]
- Halichoeres salmofasciatus G. R. Allen & D. R. Robertson, 2002
- Halichoeres sanchezi B. C. Victor, B. W. Frable & W. B. Ludt, 2024
- Halichoeres sazimai O. J. Luiz, C. E. L. Ferreira & L. A. Rocha, 2009
- Halichoeres scapularis (E. T. Bennett, 1832)
- Halichoeres semicinctus (Ayres, 1859)
- Halichoeres signifer J. E. Randall & Earle, 1994
- Halichoeres socialis J. E. Randall & Lobel, 2003
- Halichoeres solorensis (Bleeker, 1853)
- Halichoeres stigmaticus J. E. Randall & M. M. Smith, 1982
- Halichoeres tenuispinis (Günther, 1862)
- Halichoeres timorensis (Bleeker, 1852)
- Halichoeres trimaculatus (Quoy & Gaimard, 1834)
- Halichoeres trispilus J. E. Randall & M. M. Smith, 1982
- Halichoeres zeylonicus (E. T. Bennett, 1833)
- Halichoeres zulu J. E. Randall & D. R. King, 2010[6]